# Courrier hybride
Le courrier hybride est une forme de communication employant des moyens électroniques et physiques. Généralement il s'agit des données numériques que l'on convertit en lettres physiques à un centre de distribution le plus près possible de l'adresse de livraison finale. Dans cette direction, on pourrait parler de courriel-courrier. Cette forme de communication représente une interface entre le monde télaire et le monde physique. 

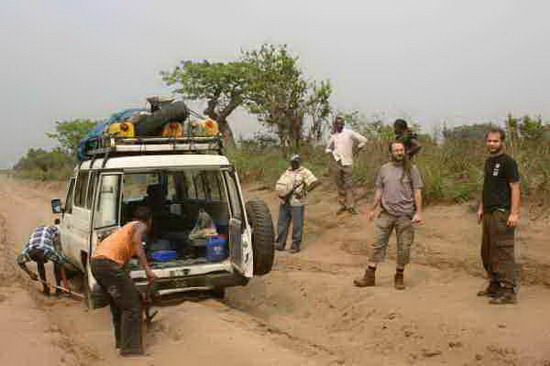
Le courrier hybride peut éviter les difficultés de distance et de l'infrastructure.

Dans les pays en voie de développement on est témoin d'une hausse d'utilisation de courrier hybride pour surmonter le manque d'investissement dans leur infrastructure physique. Comme l'évolution des téléphones portables, cette approche fait un saute-mouton au-dessus des technologies du XXe siècle (routes, système postal...) et favorise les nouveaux développements.
Au Royaume-Uni, le courrier hybride a connu un grand succès parce que le Royal Mail est contraint d'offrir des tarifs d'accès préférables aux services postaux privés. Un exemple d'une société de courrier hybride est imail, fourni par le UK Mail Group. Ce dernier cite des exemples où le coût de livraison a été réduit de 55 %.
En France, le courrier hybride destiné aux particuliers a fait son apparition en 2004 avec le service Merci-Facteur.com, qui permet d'envoyer par La Poste des lettres ou des cartes illustrées depuis internet. Depuis plusieurs autres prestataires sont arrivés sur le marché.
Le courrier hybride peut fonctionner dans l'autre sens, où des lettres écrites à la main sont transformées en courriel. Ici, on pourrait parler de courrier-courriel. Ce service est de plus en plus adopté par les entreprises et les particuliers qui souhaitent avoir accès à leur courrier d'un pays étranger.